# Psephellus boissieri
Psephellus boissieri là một loài thực vật có hoa trong họ Cúc. Loài này được (Sosn.) Sosn. miêu tả khoa học đầu tiên năm 1948.